# Forensic Heroes III
Forensic Heroes III è una serie TV hongkonghese, andata in onda nel 2011

## Trama
Il chimico forense senior Jack Po, meglio conosciuto come Pro Sir, è il capo del dipartimento di scienze forensi ed è esperto nell'analisi della psicologia criminale. Ha una visione unica sulla natura umana e ha familiarità con la struttura di varie armi da fuoco. Pro Sir lavora a stretto contatto con la patologa senior Mandy Chung in una vasta gamma di campi tra cui psicologia, antropologia, criminologia e scienze forensi.
L'ispettore senior DCS Ada Ling e il sergente Lee Chin-fung, meglio noto come Wind, lavorano insieme e risolvono molti casi di omicidio.
La prospettiva in questa terza stagione è molto più ampia rispetto alle due precedenti, con un punto di vista legale oltre a quello medico.

## Personaggi e interpreti
- Wayne Lai è Dr. Jack Po: chimico di alto livello e supervisore di laboratorio della Divisione di Scienze forensi. In precedenza ha lavorato presso l'ufficio di esame forense delle armi da fuoco come analista forense di armi da fuoco.
- Maggie Cheung Ho-yee è Dr.ssa Mandy Chung: patologa forense senior della divisione di patologia forense.
- Kate Tsui è WSIP Ada Ling: ispettore capo della polizia della squadra criminale del distretto ovest di Kowloon.
- Ron Ng è SGT Lee Chin-fung: un sergente della squadra anti-crimine di Kowloon.
- Aimee Chan è Angel Chiang: tecnico forense della Divisione di Scienze forensi. In precedenza ha lavorato negli Stati Uniti come investigatrice della scena del crimine (CSI).
- Edwin Siu è Ken Ho: un tecnico forense della divisione scientifica forense.
- Nancy Wu è Eva Chow: un ambizioso avvocato e moglie di Pro Sir (in seguito ex moglie).
- Ruco Chan è Jim Fong: psicologo clinico specializzato in psicologia criminale.
- Ram Chiang è Paul Yau: responsabile delle prove scientifiche (SEO) della divisione scientifica forense.
- Yuen Wah è Po Shun-hing: padre di Pro Sir.

## Forensic Heroes III e l'effetto CSI a Hong Kong
Nel 2014, Cora YT Hui e il professor T. Wing Lo della City University of Hong Kong hanno condotto uno studio per determinare se "l'effetto CSI" si stesse svolgendo a Hong Kong a causa della popolarità di Forensic Heroes III. In particolare credevano che, poiché la serie di Forensic Heroes fosse uno dei pochi modi in cui i cittadini di Hong Kong erano esposti alla scienza forense, avrebbe avuto una grande influenza sulle decisioni legali degli spettatori. Venne consegnato un questionario a 528 cittadini di 18 anni o più di Hong Kong residenti a Hong Kong per almeno sette anni. I risultati mostrarono che gli spettatori che guardavano regolarmente spettacoli come Forensic Heroes III avevano maggiori probabilità di aspettarsi prove scientifiche in un caso rispetto ai non spettatori. Erano anche meno incerti sull'opportunità o meno di presentare tali prove. Nonostante gli effetti dei media sulla percezione delle prove legali da parte dei partecipanti, ciò non influì sul loro processo decisionale legale complessivo. Pertanto, lo studio di Hui e Lo suggerisce che l'effetto CSI non fosse in realtà presente a Hong Kong.